# François d'Orcival
Pour les articles homonymes, voir Orcival.
Amaury de Chaunac-Lanzac, dit François d'Orcival, est un journaliste français né le 11 février 1942 à Aurignac (Haute-Garonne).

## Biographie

### Famille et formation
François d'Orcival est issu d'une famille aristocratique originaire du Périgord.
Ayant étudié les lettres et l'histoire, il est diplômé du Centre de perfectionnement aux affaires (promotion 1976).

### Une jeunesse militante
François d'Orcival s'engage dans l'action politique très jeune durant la guerre d'Algérie.
Jeune partisan de l'Algérie française, il a été, alors qu'il n'avait pas 18 ans, animateur avec Alain de Benoist du journal clandestin, France Information, membre du mouvement d'extrême droite Jeune Nation (dissous en 1958) et, à l'âge de 18 ans, l’un des fondateurs de la Fédération des étudiants nationalistes (FEN).
Héritier d'un lecteur de l'Action française[réf. nécessaire], il dirigea Les Cahiers universitaires, revue de la FEN (1961-1967). Durant ces années, il collabore aux revues Défense de l'Occident de Maurice Bardèche et Europe-Action (1963-1966) de Dominique Venner.
Il écrit avec un confrère d'Europe-Action, Fabrice Laroche (Alain de Benoist, qu'il avait fait entrer à la FEN) un livre sur la Rhodésie du Sud (Rhodésie, pays des lions fidèles, préfacé par Ian Smith) et un autre sur l’OAS (Le courage est leur patrie).
Bien plus tard, interrogé sur ses convictions de l'époque, il déclarera : « Cela correspond à des convictions de jeunesse, au bouillonnement des 20 ans. Je n’ai pas à renier cette époque, et il n’y a rien qui soit indigne. En 1962, j’avais été interné dans un camp, car j’étais Algérie française. Nous étions antimarxistes, mais je n’ai pas fait partie d'Occident. Je n’ai jamais été un extrémiste. Je ne suis pas un ancien combattant, et je suis journaliste depuis quarante ans. Tout ce que je peux dire, c’est que de Gaulle avait raison. »

### Journaliste professionnel et engagé
En octobre 1966, âgé de 24 ans, François d'Orcival commence sa carrière de journaliste au Spectacle du monde, du groupe de Raymond Bourgine, qu'il poursuit ensuite brièvement à Valeurs actuelles et plus longuement au quotidien Le Nouveau Journal. Dans le même temps, François d’Orcival participe en 1966 à la création du Mouvement nationaliste du progrès (MNP). En 1968, il revient à Valeurs actuelles.
Par la suite, il fait partie des fondateurs de la revue Nouvelle École (il est membre du comité de la rédaction ente 1970 à 1976) et aurait également fait partie du Groupement de recherche et d'études pour la civilisation européenne, ce qu'il nie. Dans tous les cas, il quitte la revue Nouvelle école en 1976, désavouant notamment les positions anti-américaines de la revue.
En 1977, il devient le rédacteur en chef de Valeurs actuelles. Il collabore à la fondation du Figaro Magazine, sous l’égide de Louis Pauwels et de Patrice de Plunkett en 1977-1978. En raison de son refus de publier une mise au point de la Commission des sondages dans Valeurs actuelles, François d'Orcival saisit le Conseil d'État qui donne finalement raison à la Commission en 1982. En 1984, il est nommé directeur de la rédaction de Valeurs actuelles.
De 1990 à 2002, il préside le directoire du Groupe Valmonde (comprenant les titres Valeurs actuelles, Le Spectacle du monde, désormais propriétés du groupe Pierre Fabre) et dirige les rédactions de Valeurs actuelles et du mensuel Le Spectacle du Monde.
En 1998, il est élu par ses pairs pour présider le Syndicat professionnel de la presse magazine et d'opinion (SPPMO), lequel regroupe une centaine de titres pluralistes tels que Valeurs actuelles, Le Nouvel Observateur, Le Canard enchaîné, Le Pèlerin, Témoignage chrétien, Télérama, La Terre, La Nouvelle Vie ouvrière ou encore l’Humanité hebdo.
Le 15 décembre 2004, il succède à Xavier Ellie, à la présidence de la Fédération nationale de la presse française (FNPF), une organisation patronale de presse, à la tête de laquelle il restera jusqu'en 2006.
Il participe à des émissions politiques sur la chaîne d'information LCI et à Radio Courtoisie et est l'un des invités récurrents de l'émission N'ayons pas peur des mots sur i-Télé et de la quotidienne Les Informés sur la radio France Info. Il est également de nouveau éditorialiste au Figaro Magazine depuis 2006.
Président du Comité éditorial et membre du Conseil de surveillance de l'hebdomadaire Valeurs actuelles, François d'Orcival y publie des chroniques et des éditoriaux où il défend le libéralisme, l'atlantisme et la construction européenne. Journaliste affichant des opinions de droite, il appelle, en 2007, à voter pour Nicolas Sarkozy, puis pour les candidats UMP-majorité présidentielle aux législatives de juin 2007.
Il est également administrateur de la Revue des Deux Mondes.
Le 23 juin 2008, il est élu au fauteuil d'Henri Amouroux dans la section Histoire et Géographie à l'Académie des sciences morales et politiques.

### Vie privée
François d'Orcival est marié et père de trois enfants.

## Décorations
- Chevalier de la Légion d'honneur Il est fait chevalier le 31 décembre 2001[13].
- Officier de l'ordre national du Mérite Il est fait chevalier le 23 mars 1994, puis est promu officier le 15 novembre 2018[14].
- Chevalier de l'ordre des Palmes académiques
- Médaille d'honneur du travail, grand or[15]
- Grande médaille d'or de la Société d'encouragement au progrès

## Ouvrages
- Le Courage est leur patrie, avec Fabrice Laroche (Alain de Benoist), 1965
- Rhodésie, pays des lions fidèles, avec Fabrice Laroche, 1966
- Le Danube était noir - la cause de la Slovaquie indépendante, 1968
- Les Marines : scènes de la vie et des combats du corps des Marines des États-Unis, 1971
- Histoire de la Gestapo, avec Fabrice Laroche, Jean Mabire et André Brissaud, 1973
- Les Marines à Khé Sanh, avec Jacques-François de Chaunac, 1968 ; 1991
- Le Roman de l'Élysée, Éditions du Rocher, 425 p., 2007  (ISBN 2268060535)
- L'Élysée fantôme. Les années noires, Robert Laffont, 2011.
- Le Nouveau roman de l'Élysée, Éditions du Rocher, 2012.
- Histoires de l'Élysée, Tempus, 2017, 603 pages.